# La conversión de San Pablo (Caravaggio)
La conversión de Pablo de Tarso es un cuadro del pintor Caravaggio. De nuevo, usa el mismo lenguaje que en La crucifixión de San Pedro para dar a conocer el mensaje bíblico. Esta no fue aceptada, pero otra versión pictórica del mismo tema bíblico, (La conversión de San Pablo en el camino a Damasco), sí lo fue. La obra aceptada mostraba al santo empequeñecido ante el caballo, provocando un intercambio de palabras entre un prelado y Caravaggio: «¿Por qué has puesto al caballo en medio y a San Pablo en el suelo?. ¿Es acaso el caballo Dios? ¿Por qué?», a lo que Caravaggio respondió: «No, pero el animal está en el centro de la luz de Dios». (Lambert, p.66). 
La obra aceptada se encuentra actualmente en la Iglesia de Santa María del Popolo en Roma, mientras que la rechazada pertenece a la colección del Príncipe Guido Odescalchi.